# Plaque représentant une scène d'inspiration égyptienne
Plaque représentant une scène d'inspiration égyptienne est une plaquette presque de forme carrée en ivoire provenant d'Assyrie et datée de 800 à 700 av. J.-C.
Elle est découverte en 1929 durant les fouilles de François Thureau-Dangin. Elle entre alors dans les collections du département des Antiquités orientales du musée du Louvre sous le numéro d'inventaire AO 11466.

## Historique

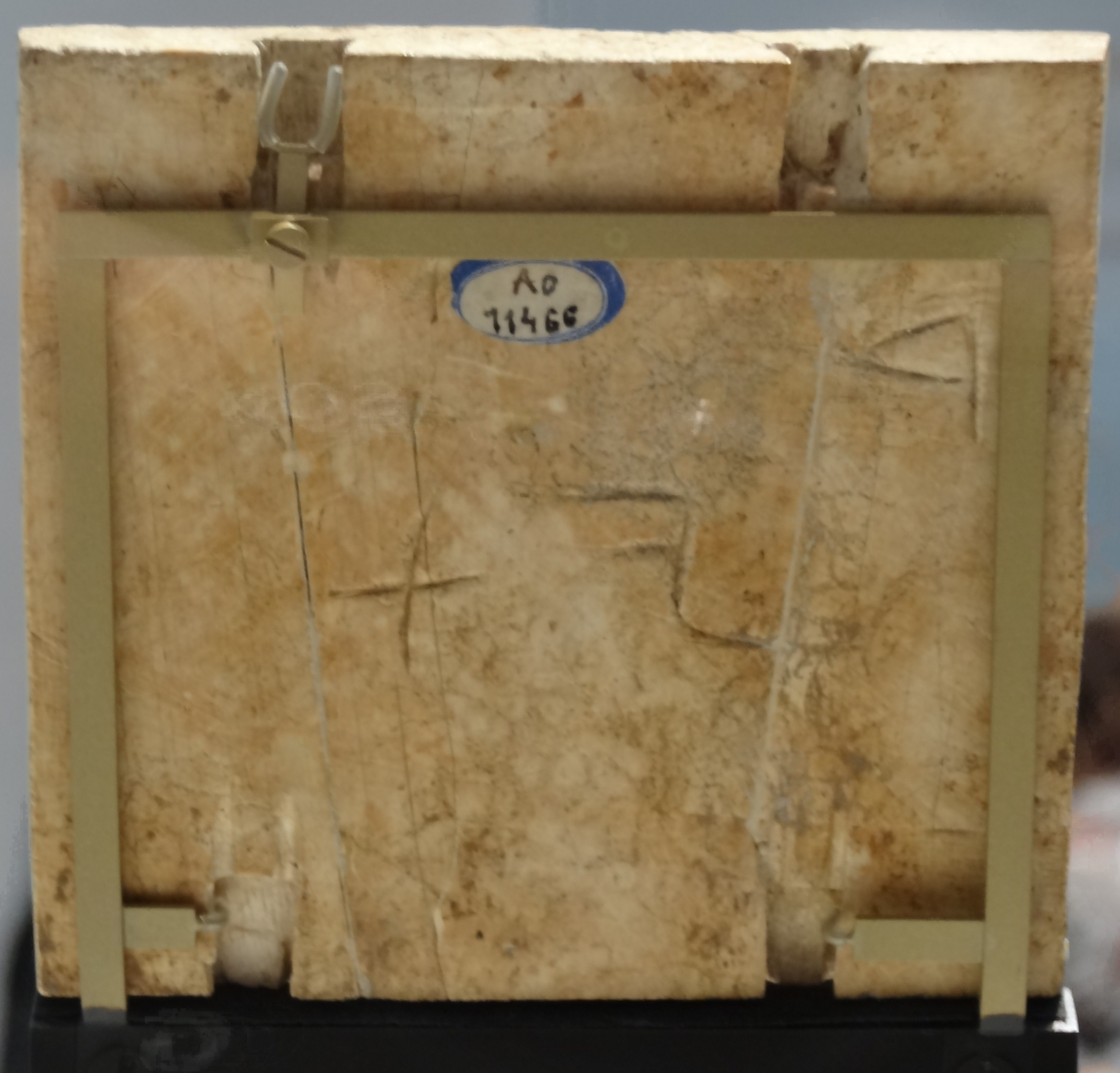
Vue arrière de la plaquette.

Plaque représentant une scène d'inspiration égyptienne est une plaquette en ivoire haute de 9,2 centimètres et large de 8,6 centimètres, représentant deux génies coiffés du Pschent, une couronne double pharaonique, qui déploient symétriquement leurs ailes de part et d'autre d'une enfant (Horus) sortant d'un lotus. Cette plaquette devait sans doute orner un meuble de luxe en bois.
Cet objet est découvert en 1929 durant les fouilles de François Thureau-Dangin sur le site archéologique d'Arslan Tash, en actuelle Syrie, dans un bâtiment proche du palais. Il entre alors dans les collections du département des Antiquités orientales du musée du Louvre sous le numéro d'inventaire AO 11466.

## Expositions
Plaque représentant une scène d'inspiration égyptienne est exposée à partir de 2014 dans La Galerie du temps, une des expositions du Louvre-Lens,, où elle remplace la statuette Pazuzu, démon protecteur des vents et des démons mauvais (MNB 467).